# Bertram von Gevertshagen
Bertram von Gevertshagen, der sich auch Bertram von Lutzenrode nannte, war ein Neffe Wilhelm II. von Nesselrodes. Er war mit Margareta Spoir (auch Spohr), Tochter Reinhards von Krieckenbeck, verheiratet. Diesen Namen trug sie jedoch nicht, sondern nahm den Beinamen ihres Vaters „Spoir“ an.

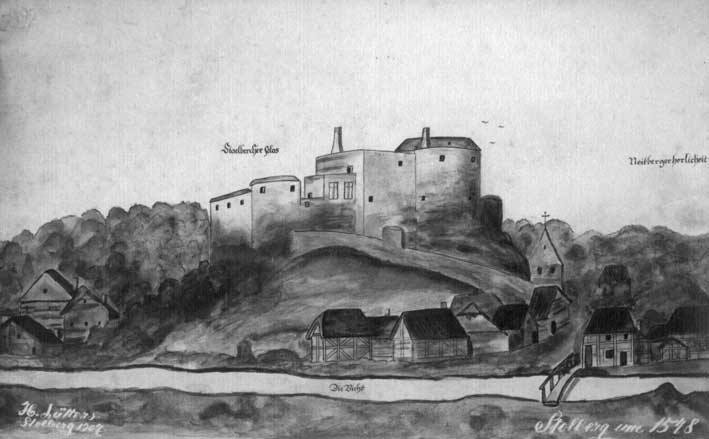
Burg Stolberg zur Zeit Bertrams von Gevertshagen

Bertram von Gevertshagen erhielt am 11. Mai 1483 die Burg Stolberg von Bertram von Nesselrode, die dieser am gleichen Tag von Wilhelm II. von Nesselrode erhalten hatte.
Bertram war Stallmeister der Herzöge von Jülich. Er erhielt 1483 die Burg Stolberg zur Selbstnutzung, was wohl bedeutet, dass die Gevertshagen die Burg selbst bewohnten. Gleichzeitig durfte sein Onkel die Burg lebenslang jederzeit nutzen. Die Urkunde zum Übertrag des Eigentums wurde von den ehemaligen Besitzern Wilhelm II. von Nesselrode und Bertram von Nesselrode, aber auch von Herzog Wilhelm von Jülich-Berg gesiegelt. Die Fertigstellung der jahrelangen Umbau- und Ausbauarbeiten war zwar unter Wilhelm II. von Nesselrode  erfolgt, jedoch kann geschlossen werden, dass Bertram von Gevertshagen weiteres Geld investierte. Am 24. Juli 1496 gab er die Burg an den Lehnsherrn Herzog Wilhelm IV. von Jülich-Berg zurück und erhielt im Gegenzug die schon seit einigen Jahren an ihn verpfändete  Herrschaft Hardenberg als erbliches Lehen.
Herzog Wilhelm IV. von Jülich-Berg verlehnte die Burg Stolberg anschließend an Junker Vinzenz von Efferen.